# Tommy Hampson (cầu thủ bóng đá)
Thomas Hampson (sinh ngày 2 tháng 5 năm 1898, ngày mất không rõ) là một cầu thủ bóng đá người Anh từng thi đấu ở vị trí thủ môn.
Sinh ra ở Bury, Hampson bắt đầu sự nghiệp tại South Shields nhưng không thể vào đội một. Năm 1920 ông gia nhập West Ham United theo sau Ted Hufton, có 70 lần ra sân trước khi chuyển đến Blackburn Rovers. Sau những khoảng thời gian ngắn tại Burnley và Darlington, Hampson ký hợp đồng với Cardiff City nhưng lần nữa lại không có suất đá chính thường xuyên, do sự có mặt của Tom Farquharson, và ông rời đội năm 1929 chuyển sang bóng đá non-league sau khi có 1 lần ra sân cho Notts County.

## Đời sống cá nhân
Hampson là em trai của anh em cầu thủ Billy và Walker Hampson.